# 蒙罗伊
蒙罗伊，是西班牙埃斯特雷马杜拉卡塞雷斯省的一个市镇。总面积204平方公里，总人口1176人（2001年），人口密度6人/平方公里。